# مخروطانية
المخروطانية (الاسم العلمي: Conoidasida) هي طائفة من أسناخ صبغية تتبع شعبة معقدات القمة.

## التصنيف
- الأكريات
  - الأكريات الحقيقية